# Капитоловский сельский совет (Харьковская область)
Капитоловский сельский совет — входит в состав Изюмского района Харьковской области Украины.
Административный центр сельского совета находится в селе Капитоловка.

## Населённые пункты совета
- село Капитоловка
- село Диброва